# 羟基二异辛酸铝
羟基二异辛酸铝是铝的异辛酸盐之一，它在表观上是一种配位化合物，化学式为Al(OH)[O2CCHEt(CH2)3CH3]2，其中Et为乙基。它不是均相化合物。它可用作增稠剂，如用于凝固汽油弹的增稠成分。它略有吸湿性。